# Johannes Lehniger
Johannes Lehniger (* 1979 in Friedrichroda) ist ein deutscher Filmkomponist und Musikproduzent.

## Leben
Lehniger wurde 1979 in Friedrichroda geboren und wuchs in Gotha auf. Für sein Studium der Musikwissenschaften zog er im Jahr 2000 nach Berlin, wo er seitdem als Musiker und Filmkomponist arbeitet. Neben seinen Filmprojekten ist er Mitgründer der Agentur „why do birds“.

## Werk
Seine Arbeit als Filmkomponist begann er 2003 mit dem Kurzfilm 8. Juni (Regie: Marcel Lenz / Julia Wiedwald). Bis 2012 folgten weitere Scores zu Kurzfilmen (unter anderem „Roentgen“ von Regisseur Michael Venus) und zu verschiedenen TV-Dokumentationen im Auftrag von 3sat.
2012 komponierte Johannes Lehniger zusammen mit Co-Komponist Peter Folk den Score zu dem Kinofilm Tore tanzt (Regie: Katrin Gebbe), der als deutscher Beitrag bei den Filmfestspielen in Cannes 2013 zu sehen war. Die Filmmusik wurde für den Deutschen Filmpreis sowie für den Grand Scores Film Music Award nominiert.
In den folgenden Jahren wurde Johannes Lehniger regelmäßig mit der Vertonung von Fernsehformaten beauftragt. Unter anderen schrieb er die Musik für die Tatort-Episoden Die Feigheit des Löwen (2014 / Regie: Marvin Kren) und Fünf Minuten Himmel (2016, Regie: Katrin Gebbe) sowie für die mit dem Grimme-Preis ausgezeichnete Polizeiruf-Rostock-Folge Sabine (2021, Regie: Stefan Schaller).
Seit 2017 arbeitet er regelmäßig im Team mit Komponist und Musikproduzent Sebastian Damerius zusammen. Gemeinsam schufen sie unter anderem die Musik zu der deutsch-bulgarischen Koproduktion Pelikanblut von Regisseurin Katrin Gebbe, die 2019 im Rahmen der 76. Internationalen Filmfestspiele von Venedig uraufgeführt wurde.
Für die Musik zu dem deutschen Horrorfilm Schlaf von Regisseur Michael Venus setzten Lehniger und Damerius ihre Zusammenarbeit fort. Der Film wurde erstmals auf der Berlinale 2020 in der Sektion Perspektive Deutsches Kino gezeigt.
Lehnigers jüngstes Werk ist der Soundtrack zur 6-teiligen Netflix-Serie Die Kaiserin (nach einer Idee von Katharina Eyssen, Regie: Katrin Gebbe und Florian Cossen), die am 29. September 2022 veröffentlicht wurde. Neben der erneuten Kollaboration mit S. Damerius erweitert Lehniger sein Team um die deutsch-bulgarische Musikerin und Komponistin Lisa Morgenstern. Der überwiegend orchestrale Score wird vom Reykjavik Recording Orchestra unter der Leitung des isländischen Dirigenten Viktor Orri Árnason eingespielt. Bei den International Emmy Awards 2023 wurde Die Kaiserin als beste Dramaserie ausgezeichnet.

## Filmografie
- 2003: 8. Juni (Kurzfilm) – Regie: Marcel Lenz, Julia Wiedwald
- 2009: Roentgen (Kurzfilm) – Regie: Michael Venus
- 2009: apartment666.com (Webserie) – Regie: Robert Lehniger
- 2010: Die Donauten (Dokumentarfilm) – Regie: Lutz Neumann
- 2011: Die Asphaltsurfer (Dokumentarfilm) – Regie: Lutz Neumann
- 2012: Die Nonne und Herr Jilg (Dokumentarfilm) – Regie: Lutz Neumann
- 2012: Schwarzatmen (Kurzfilm) – Regie: Lutz Neumann
- 2012: Fluss (Kurzfilm) – Regie: Michael Venus
- 2013: Tore tanzt – Regie: Katrin Gebbe
- 2014: Tatort: Die Feigheit des Löwen – Regie: Marvin Kren
- 2015: Aus der Haut – Regie: Stefan Schaller
- 2016: Tatort: Fünf Minuten Himmel – Regie: Katrin Gebbe
- 2018: Raus – Regie: Philipp Hirsch
- 2018: Tatort: Damian – Regie: Stefan Schaller
- 2018: Mordkommission Istanbul (Fernsehserie, 1 Folge)
- 2019: 6MINUTEN66 (Dokumentarfilm) – Regie: Katja und Julius Feldmaier
- 2019: Pelikanblut – Regie: Katrin Gebbe
- 2020: Schlaf – Regie: Michael Venus
- 2021: Polizeiruf 110: Sabine – Regie: Stefan Schaller
- 2021: Tatort: Was wir erben – Regie: Franziska Schlotterer
- 2022: Die Kaiserin - Staffel 1 - (Netflix-Serie) – Regie: Katrin Gebbe, Florian Cossen
- 2024: Die Kaiserin - Staffel 2 - (Netflix-Serie) – Regie: Barbara Ott, Maximilian Erlenwein

## Diskografie (Auswahl)
- 2012: Tore tanzt / Nothing Bad Can Happen (Soundtrack / Roba Music)[13]
- 2016: I am the rain if you are the meadow (Album / Motor Music)[14]
- 2022: The Empress (Soundtrack, Netflix Music)[15]
- 2024: The Empress: II (Soundtrack, Netflix Music)

## Auszeichnungen
- 2014: Nominierung Deutscher Filmpreis – Kategorie „Beste Filmmusik“
- 2015: Nominierung MOET & CHANDON Grand Scores Award – Kategorie „Best Electro-Acoustic Score“[16]